# Æthelstan van Kent
Æthelstan (overleden ca. 852) was de oudste zoon van koning Æthelwulf van Wessex. Zijn vader benoemde hem in 839 tot (onder)koning van Kent. In 851 vocht hij bij Sandwich samen met een ealdorman Ealhhere tegen de Vikingen in wat wel de oudst bekende zeeslag in de Engelse geschiedenis wordt genoemd. Vermoedelijk stierf hij kort na deze slag, want in 853 is Ealhhere de enige aanvoerder van het leger van Kent in de strijd tegen de Vikingen.